# Hoxhaísmo

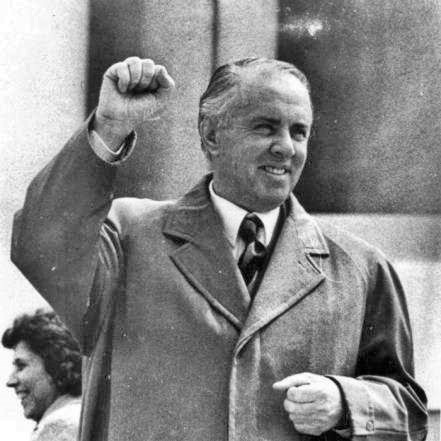
Enver Hoxha

Hoxhaismo ou enverismo é uma variante antirrevisionista do marxismo-leninismo que se desenvolveu no final da década de 1970 devido a uma cisão no movimento maoista, surgindo após a ruptura ideológica entre o Partido Comunista da China e o Partido do Trabalho da Albânia em 1978.  Foi uma tendência internacional distinta dentro do marxismo-leninismo, e às vezes é comparado com o titoísmo. 
Hoxhaismo demarca-se por uma defesa estrita do legado de Josef Stalin, da organização da União Soviética sob Stalin,  e pela feroz crítica do Titoísmo, Trotskismo e do Khrushchevismo "revisionistas", além de intrigas com o Partido Comunista Chinês.
Crítico dos Estados Unidos, da União Soviética, da China e da Iugoslávia, Enver Hoxha rotulava os três últimos como "social-imperialistas" e condenou a invasão soviética da Tchecoslováquia em 1968, antes de se retirar do Pacto de Varsóvia como resposta. O Hoxhaismo, assim como o titoísmo, afirma o direito das nações de buscarem o socialismo por diferentes caminhos, ditado pelas condições nesse país — apesar de Hoxha pessoalmente considerar que o titoísmo, na prática, era em geral "antimarxista".
Hoxha declarou que a Albânia era o único Estado legitimamente aderente ao marxismo-leninismo depois de 1978, embora seus seguidores contemporâneos muito se inspirem na experiência cubana.[carece de fontes?] Os albaneses conseguiram conquistar ideologicamente uma grande parte dos maoistas, principalmente na América Latina (como o Exército Popular de Libertação e o Partido Comunista Marxista-Leninista do Equador, bem como o Partido Comunista do Brasil), mas também tiveram partidários internacionais significativos no geral.

## Ideologia
O Hoxhaismo acredita principalmente em duas coisas distintamente: o antirrevisionismo, e que cada nação tem o direito de decidir suas próprias rotas de desenvolvimento. A primeira dessas crenças é única porque vê o maoismo como uma forma de revisionismo. Este último foi desenvolvido principalmente em resposta à política soviética em relação às nações do Pacto de Varsóvia, e também ao comportamento imperialista de organizações como a OTAN. 
Hoxha também via a URSS pós-Stálin e o Socialismo de mercado da Jugoslávia como formas de revisionismo. Hoxhaístas também sustentam que a União Soviética, aproximadamente de 1917-1956 (durante as eras Lenin e Stalin) e a Albânia de 1941-1990, foram as únicas nações verdadeiramente socialistas existentes: Lenin, Stalin e Hoxha representavam as visões do Partido e da classe trabalhadora. Tem muitas opiniões específicas, às vezes inerentemente impopulares entre outros esquerdistas. Além da aprovação de Stalin e, obviamente, de Hoxha, os Hoxhaístas acreditam que o Vietnã é um movimento nacionalista quase vermelho.

## Críticas
Uma crítica é em relação as 750.000 casamatas que foram construídos na Albânia ao longo da liderança de Enver Hoxha. A acusação é que isso de alguma forma demonstrou domínio militar ou algo ao longo dessas linhas. Tal acusação é infundada considerando que a Albânia existiu entre numerosos inimigos. A Iugoslávia, a Itália, a Grécia e outros semelhantes tiveram relações tensas. Além disso, os bunkers constituíam uma porcentagem extremamente pequena da renda da Albânia.
O uso de táticas maoistas é uma crítica, porque supostamente ilustra a hipocrisia. Esta é também uma alegação infundada, no entanto, pelo que as táticas maoistas, como a revolução cultural e a guerra de guerrilha na Albânia, ocorreram antes da constatação de que Mao era um revisionista. Além disso, eles eram diferentes de como Mao os instituiu na China. A Revolução Cultural chinesa teve uma escala ampla e um impacto profundo, marcada por uma tentativa de transformar as bases ideológicas, culturais e sociais da sociedade, com ênfase na mobilização popular e no combate ao revisionismo. Na Albânia, as táticas foram adaptadas em menor escala às condições específicas do país, sendo aplicadas de maneira distinta, mas ainda focadas na preservação da pureza ideológica e na construção de uma sociedade socialista independente.
Outra crítica é que Hoxha proibiu a homossexualidade. Esta é uma crítica de Hoxha com a qual a maioria dos Hoxhaistas concorda, mas em extensão e por diferentes razões. Primeiro, deve-se ter em mente que pouquíssimos lugares no mundo entendiam a homossexualidade como fazem hoje. A razão para isso era que os socialistas, como Hoxha, viam a homossexualidade como algo do “mundo tradicional” e um produto da "decadência burguesa", baseada principalmente no fato de que os homens de classe alta da sociedade romana e grega se engajaram em comportamentos considerados homossexuais.

## Lista de Partidos Hoxhaistas Ativos
- Albânia: Partido Comunista da Albânia
- Benim: Partido Comunista do Benim
- Bolívia: Partido Comunista Revolucionário
- Brasil: Partido Comunista Revolucionário
- Burkina Faso: Partido Comunista Revolucionário Voltaico
- Costa do Marfim: Partido Comunista Revolucionário da Costa do Marfim
- Dinamarca: Partido Comunista dos Trabalhadores
- República Dominicana: Partido Comunista do Trabalho
- França: Partido Comunista dos Trabalhadores da França
- México: Partido Comunista do México
- Reino Unido: Partido Comunista Revolucionário da Grã-Bretanha
- Estados Unidos: Partido Americano do Trabalho
- Venezuela: Partido Comunista Marxista-Leninista da Venezuela